# 天体粒子物理学
粒子天文物理學（英語：Particle astrophysics）或天体粒子物理学（英語：Astroparticle physics），是粒子物理學的一个分支，研究基本粒子的天文学的起源及其与有关的天体物理学和宇宙学。这是一个新兴的的交叉领域研究，包含粒子物理学，天文学，天体物理，探测器物理，相对论，固体物理，和宇宙学。因为中微子振荡发现的部分激励，自2000年初，这个领域在理论和实验上经历了快速的发展。

## 历史
维克托·赫斯，当时的奥地利物理学家，假设一些空气中的电离是被空中辐射造成的。为了保卫这个假说，赫斯设计了能够在高海拔地区工作的仪器，并且在高达5.3公里的高度进行对电离的观察。经过多次空中飞行实验，赫斯发现了来源自太空的辐射的证据。因为这一发现，赫斯了荣获1936年度诺贝尔物理学奖。1925年，罗伯特·密立根证实了赫斯的调查结果，并创造了术语“宇宙射线”。许多熟知天体粒子物理学领域起源的物理学家更喜欢把赫斯归功于宇宙射线的这一“发现”作为这个领域的起点。

## 开放式问题
他們主要是在研究粒子是如何從宇宙誕生的？等問題。下面是他們最近較熱門的的研究問題：
1. 宇宙是由什麼構成的？
2. 光子會衰變嗎？
3. 微中子有什麼性質？它在宇宙的演化裡扮演了什麼角色？
4. 微中子告訴我們什麼關於太陽的內部和超新星爆炸？
5. 宇宙射線是從哪裡來的？
6. 重力波存在嗎？偵測的到嗎？

## 实验设施
这一领域的快速发展，导致了新类型的基础设施的设计。在地下实验室或有特别设计的望远镜，天线和卫星实验，天体粒子物理学家使用新的检测方法，观察了广泛的宇宙粒子，包括中微子，γ射线和在最高能量的宇宙射线。
从事天体粒子物理学的设施，实验和实验室包括：
- 冰立方中微子天文台（南极洲）世界上最长的粒子探测器，完成于2010年12月。探测器目的是研究高能中微子，寻找暗物质，观察超新星爆炸，并寻找奇特的粒子，如磁单极子[3]。
- 薩德伯里微中子觀測站實驗室